# Amt Haddeby
Het Amt Haddeby is een Amt in de Duitse deelstaat Sleeswijk-Holstein. De naam van het Amt in de Landkreis Schleswig-Flensburg verwijst naar het historische Haithabu.

## Deelnemende gemeenten
- Borgwedel
- Busdorf
- Dannewerk
- Fahrdorf
- Geltorf
- Jagel
- Lottorf
- Selk